# Scatchard-Diagramm
Der Scatchard-Plot ist neben dem Hill-Diagramm eine Möglichkeit, Enzymaktivität auf Kooperativität zu überprüfen, also die Frage zu beantworten, ob das Enzym nach der Bindung eines ersten Liganden eine höhere oder niedrigere Affinität für weitere Liganden aufweist.
(Das Eadie-Hofstee-Diagramm stellt das gleiche mit vertauschten Achsen dar.)
Wenn man die Gleichung für die Enzymsättigung
{\displaystyle Y={\frac {Y_{\text{max}}\cdot [L]}{[L]+K}}}
umformt nach
{\displaystyle {\frac {Y}{[L]}}={\frac {Y_{\text{max}}}{K}}-{\frac {1}{K}}\cdot Y}
erhält man die Auftragungsform für den Scatchard-Plot. Y ist hier die Sättigung und [L] die Ligandenkonzentration, K steht für die Dissoziationskonstante und Ymax für die maximal mögliche Enzymsättigung. Konzentrationen werden dabei häufig in M = mol/l gemessen, wobei nM oder µM typische Größenordnungen sind.

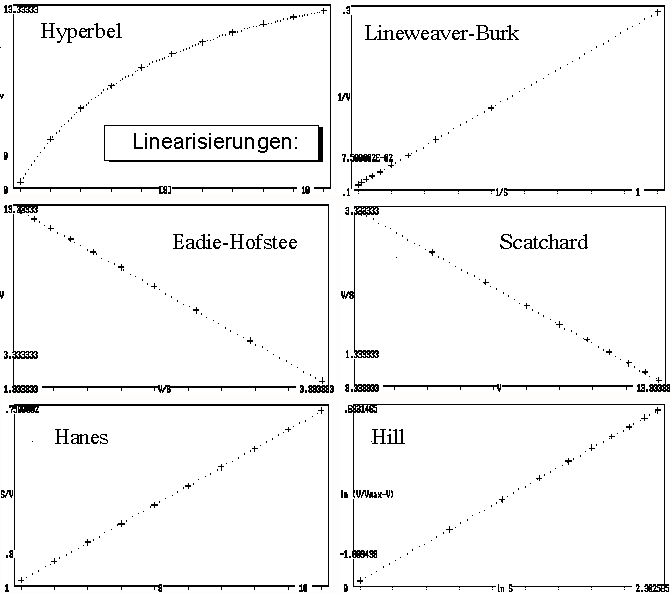
Einige Diagramme. Das Scatchard-Diagramm ist rechts in der Mitte

## Form des Graphen
Man erhält nun eine annähernd lineare Auftragung, bei der Y/[L] auf der y-Achse und Y auf der x-Achse stehen, wobei -K−1 die Steigung ist.

## Informationen, die man aus dem Graphen auslesen kann
- Im Falle eines nicht-allosterischen Enzyms (die Bindungsstärke hängt nicht von der Zahl der bereits gebundenen Substrat- oder Ligandenmoleküle ab) zeigt das Diagramm einen linearen Abfall.
- Im Falle eines allosterischen, kooperativ arbeitenden Enzyms erhält man eine nach unten geöffnete Parabel.
- Im Falle negativer Kooperativität oder nicht-identischer, isolierter Bindungsplätze entsteht ein konkaver Verlauf (rechtsgekrümmt, bzw. zweite Ableitung – so existent – negativ) mit linearem Endast.

Die Steigungen entsprechen hier den Affinitäten (-Kd−1 bzw. -Ka).
- Die Gesamtzahl der Bindungsplätze (aktiven Zentren) ist aus dem Schnittpunkt mit der x-Achse abzulesen.